# أنطونيو أورتيز مينا
أنطونيو أورتيز مينا (بالإسبانية: Antonio Ortiz Mena)‏ هو اقتصادي ومحامي ووزير مكسيكي، ولد في 16 أبريل 1907 في Parral, Chihuahua ‏ في المكسيك، وتوفي في 12 مارس 2007 في مدينة مكسيكو في المكسيك.

## وصلات خارجية
- أنطونيو أورتيز مينا على موقع مونزينجر (الألمانية)